# Třída Lafayette
Třída Lafayette byla americká třída raketonosných ponorek s jaderným pohonem z éry studené války. V letech 1961–1964 bylo postaveno celkem devět ponorek této třídy. Američané je provozovali v letech 1963–1994. Vyřazovány byly počínaje rokem 1986. Jako poslední byla v roce 1994 vyřazena ponorka USS Woodrow Wilson. Po vyřazení bylo prvních osm jednotek odesláno do recyklačního programu k sešrotování. Pouze ponorka USS Daniel Webster byla upravena na stacionární cvičnou loď (moored training ship) s trupovým číslem MTS-626.

## Stavba
Celkem bylo postaveno devět ponorek této třídy. Do jejich stavby se zapojily loděnice General Dynamics Electric Boat v Grotonu ve státě Connecticut, Newport News Shipbuilding v Newport News ve Virginii, Mare Island Naval Shipyard ve Vallejo v Kalifornii a Portsmouth Naval Shipyard v Kittery v Maine. Do služby byly přijaty v letech 1963–1964.
Jednotky třídy Lafayette:
| Jméno                             | Loděnice                       | Založení kýlu     | Spuštěna           | Vstup do služby    | Status                                                 |
| --------------------------------- | ------------------------------ | ----------------- | ------------------ | ------------------ | ------------------------------------------------------ |
| USS Lafayette (SSBN-616)          | General Dynamics Electric Boat | 17. ledna 1961    | 8. května 1962     | 23. dubna 1963     | vyřazena                                               |
| USS Alexander Hamilton (SSBN-617) | General Dynamics Electric Boat | 22. června 1961   | 18. srpna 1962     | 27. června 1963    | vyřazena                                               |
| USS Andrew Jackson (SSBN-619)     | Mare Island Naval Shipyard     | 26. dubna 1961    | 15. září 1962      | 3. července 1963   | vyřazena                                               |
| USS John Adams (SSBN-620)         | Portsmouth Naval Shipyard      | 19. května 1961   | 12. ledna 1963     | 12. května 1964    | vyřazena                                               |
| USS James Monroe (SSBN-622)       | Newport News Shipbuilding      | 31. července 1961 | 4. srpna 1962      | 4. srpna 1963      | vyřazena                                               |
| USS Nathan Hale (SSBN-623)        | General Dynamics Electric Boat | 2. října 1961     | 12. ledna 1963     | 23. listopadu 1963 | vyřazena                                               |
| USS Woodrow Wilson (SSBN-624)     | Mare Island Naval Shipyard     | 13. září 1961     | 22. února 1963     | 27. prosince 1963  | vyřazena                                               |
| USS Henry Clay (SSBN-625)         | Newport News Shipbuilding      | 23. října 1961    | 30. listopadu 1962 | 20. února 1964     | vyřazena                                               |
| USS Daniel Webster (SSBN-626)     | General Dynamics Electric Boat | 23. prosince 1961 | 27. dubna 1963     | 9. dubna 1964      | vyřazena, upravena na zakotvenou cvičnou loď (MTS-626) |

## Konstrukce

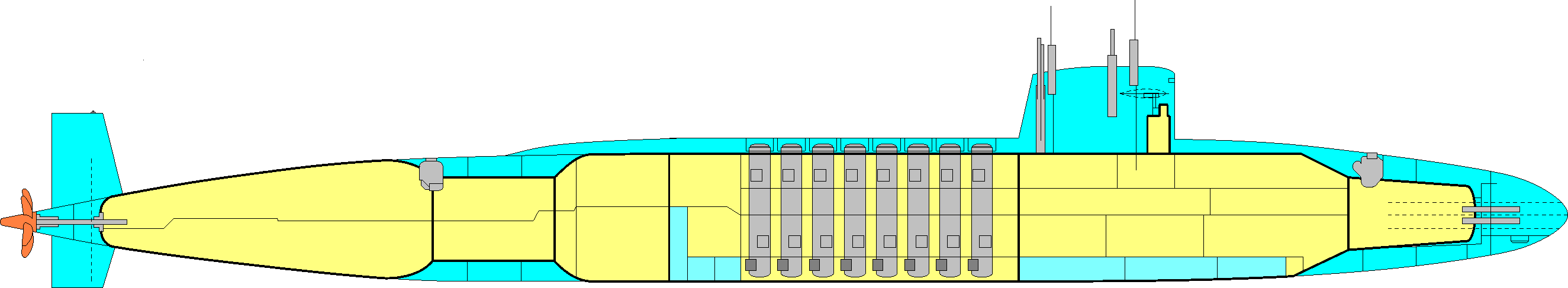
Schéma uspořádání třídy Lafayette

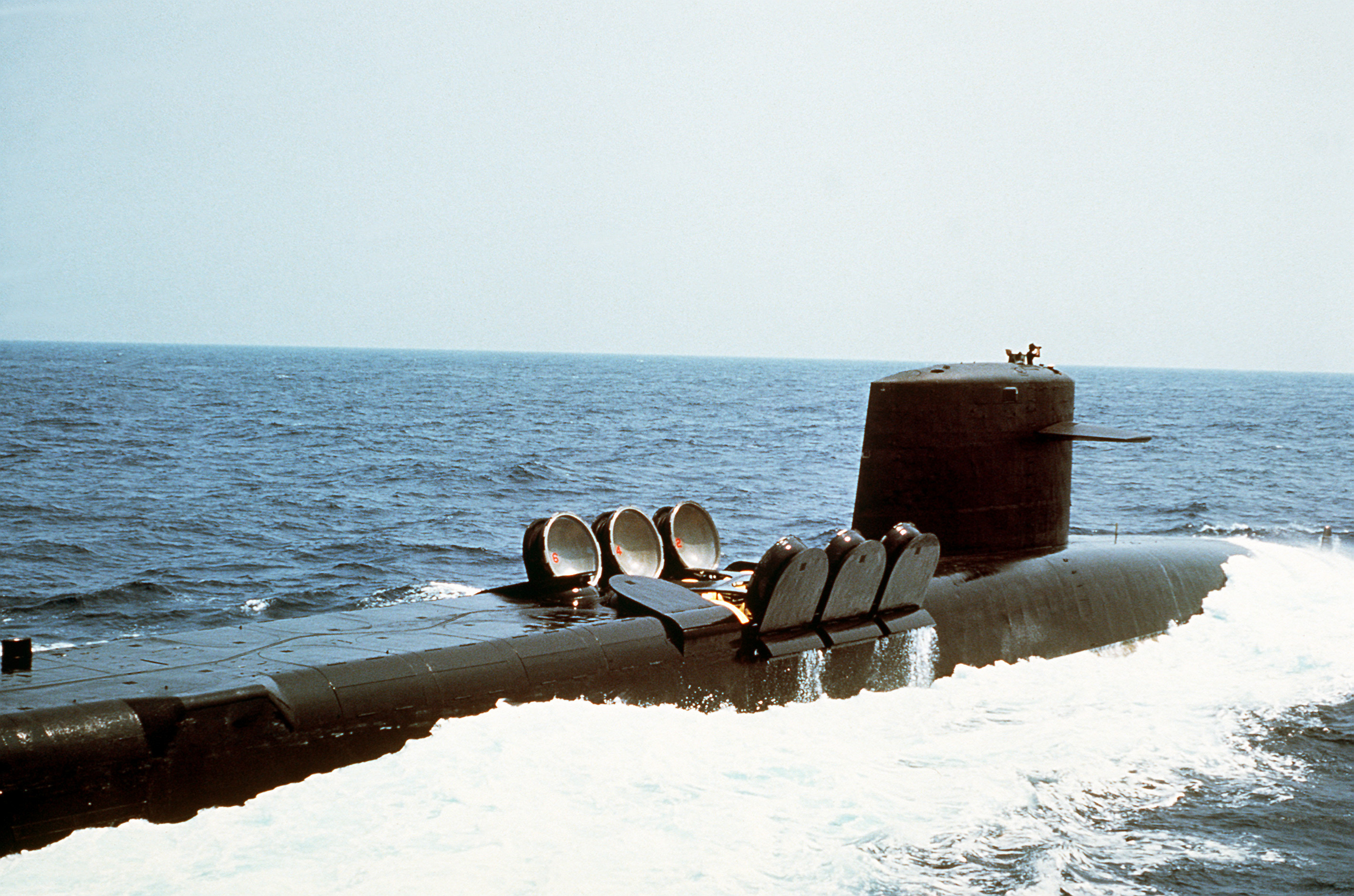
USS Woodrow Wilson

Výzbroj představovaly čtyři příďové 533mm torpédomety. Ve dvou řadách po osmi silech bylo za velitelskou věží ponorky umístěno šestnáct balistických raket Polaris. Prvních osm lodí neslo nejprve střely verze Polaris A-2, později Polaris A-3. Pouze poslední jednotka dostala střely Polaris A-3 již při vstupu do služby. Během služby střely Polaris nahradily rakety Poseidon C-3. Pohonný systém tvořil jaderný reaktor typu S5W a dvě turbíny. Lodní šroub byl jeden. Nejvyšší rychlost ponorky byla 18 uzlů na hladině a 25 uzlů pod hladinou.